# Papubolbe curvidens
Papubolbe curvidens es una especie de mantis de la familia Iridopterygidae.

## Distribución geográfica
Se encuentra en Nueva Guinea.